# 오기마치역 (가나가와현)
오기마치역(일본어: 扇町駅, おうぎまちえき)은 일본 가나가와현 가와사키시 가와사키구에 있는, 동일본 여객철도의 철도역이다. 쓰루미 선 본선의 시종착역이다.
네 방향으로 운하가 에워싼 인공섬 위에 있는 역으로, 주위에는 화학 공장 등이 있다.

## 역 구조
단식 1면 1선 구조의 지상역이다. 간이 개찰기에서 스이카 및 제휴 교통카드의 사용이 가능하다. 오기마치 역에서 하마카와사키 역까지는 쌍단선 구간으로, 여객전용선과 화물전용선으로 나뉜다.

## 화물 영업
화물 적하장은 일본화물철도가 가지고 있지만, 영업은 일본화물철도의 계열사인 가나가와 임해철도가 대신 하고 있다. 미쓰이 부두에서 전용선을 운영하고 있다.

## 역사
- 1928년 8월 18일 - 쓰루미 임항철도의 역으로 개업하였다.
- 1943년 7월 1일 - 국유화에 따라 일본국유철도의 소속이 되었다.
- 1987년 4월 1일 - 민영화에 따라 동일본 여객철도의 소속이 되었다.
- 2002년 3월 22일 - 스이카의 사용이 가능해졌다.

## 인접역
| 동일본 여객철도 쓰루미 선 | 동일본 여객철도 쓰루미 선 | 동일본 여객철도 쓰루미 선 |
| ------------------------- | ------------------------- | ------------------------- |
| JI 09 쇼와 쓰루미 방면    | 쓰루미 선                 | 시·종착역                 |